# 八大王事件
「八大王事件」是指1982年中国开展“严厉打击经济领域犯罪活动”运动中，以“投机倒把罪”对个体经济最为活跃的浙江省温州地区乐清县（今乐清市）柳市镇的八个个体户进行打击抓捕。

## 八大王
- “五金大王”胡金林
- “矿灯大王”程步青
- “螺丝大王”刘大源
- “合同大王”李方平
- “旧货大王”王迈仟
- “目录大王”叶建华
- “线圈大王”郑祥青
- “电器大王”郑元忠

## 事件过程
1981年1月，中国国务院先后两次发出紧急文件：7日发文《加强市场管理、打击投机倒把和走私活动的指示》。30日，国务院又发文《关于调整农村社、队企业工商税收负担的若干规定》。强调社会主义只能是计划经济的观点重新抬头。
1982年1月11日，中共中央发出《紧急通知》，中央书记处会议决定派数名中央部门的领导立即赴广东、福建、浙江、云南等省，传达中央政治局常委的指示精神，采取紧急措施。
3月8日，第五届全国人大常委会第二十二次会议通过了《关于打击经济领域严重犯罪活动的决定》。4月13日，《中共中央、国务院关于打击经济领域中严重犯罪活动的决定》向全国公布。
“打击投机倒把工作组”，进驻温州市乐清县柳市镇。
“螺丝大王”刘大源出逃，全国通缉。
“五金大王”胡金林出逃，全国通缉，次年春节被捕。
“矿灯大王”程步青被捕，县里召开公审大会，判处有期徒刑四年。
“旧货大王”王迈仟被捕，判处有期徒刑七年。
“目录大王”叶建华被捕，判处有期徒刑三年。
“翻砂大王”吴师廉被捕。
“线圈大王”郑祥青被捕。
“胶木大王”陈银松出逃，后被捕。

## 后续
1983年，中央1号文件发布《当前农村经济政策的若干问题》，温州的市委书记袁芳烈以文件中明确提出“鼓励农民向各种企业投资入股，兴办各种企业，国家要保护投资者的合法权益”为由替“八大王”翻案。被羁押的人员获得无罪释放、取保候审，潜逃在外的也可以回家了。
1997年3月，《刑法》修订案中删除“投机倒把罪”这一罪名。
2008年1月23日，使用了20年的《投机倒把行政处罚暂行条例》也被宣布失效。

### 书籍
- 《中國改革年代的政治鬥爭》，香港2004年11月版，Excellent Culture Press，ISBN 962-675-803-1，天地圖書有限公司2010年12月修訂版，ISBN 978-988-219-355-0